# 田淵広史
田淵 広史（たぶち ひろし、1999年6月18日 - ）は、ブラジル・サンパウロ出身、日本国籍のフットサル選手。かつての登録名は田淵ラファエル広史（たぶちラファエルひろし）。日系ブラジル3世。Fリーグの名古屋オーシャンズ所属。フットサル日本代表。ポジションはゴレイロ。

## 経歴
ブラジルサンパウロ出身の日系ブラジル3世。ブラジル時代はフットサルと共にサッカーも経験。
16歳のときに来日し、名古屋オーシャンズサテライトに入団した。
2019-20シーズンはFリーグ選抜でプレーした。
2021年3月、名古屋オーシャンズサテライトからY.S.C.C.横浜に移籍した。2021-22シーズンのFリーグでは全22試合に先発出場した。
2022年3月、関口優志が退団した名古屋オーシャンズのトップチームに移籍した。

## 所属クラブ

### サッカー
- 2009  モンテ・クリストFC
- 2010-2011  グレミオ・ボラ・ブランカ
- 2011-2012  AAコメルシアル
- 2013  CAジュヴェントス

### フットサル
- 2008-2010  モギEC
- 2010-2011  SEパルメイラス
- 2011-2013  シルクロ・ミリタル
- 2013-2015  グレミオ・レクレアティボ・バルエリ
- 2015-2016  SCコリンチャンス
- 2016-2019  名古屋オーシャンズサテライト
- 2019-2020  Fリーグ選抜
- 2020  名古屋オーシャンズ
- 2021-2022  Y.S.C.C.横浜 (フットサル)
- 2022-  名古屋オーシャンズ